# Федерация южноафриканских профсоюзов
Федерация южноафриканских профсоюзов (англ. Federation of South African Trade Unions, FOSATU) — организация, объединявщая профессиональные союзы в ЮАР.

## История

### Открытие
Федерация была сформирована на конгрессе в апреле 1979 года в Хамманскраале, ЮАР, и официально начала свою работу пять дней спустя, 20 апреля 1979 года. Её корни лежат в профсоюзах, которые возникли в результате спонтанной волны забастовок чернокожих рабочих в Дурбане и Пайнтауне в 1973 году в рамках «Дурбанского момента» и которые с тех пор вошли в состав Консультативного координационного совета профсоюзов или Черный консультативный комитет.

### Расовый состав
Устав федерации закрепил принципы рабочего контроля над своими профсоюзами, отказа от расизма, независимости рабочих от партийной политики, международной солидарности рабочих и единства профсоюзов. Федерация стремилась создать сплоченную национальную ассоциацию, которая будет работать в основе с сильной низовой организации в заводских цехах. Она стала первой по-настоящему национальной нерасовой федерацией профсоюзов в истории Южной Африки, строящей единство и избегающей регионализма, который пронизывал более ранние попытки создания такой организации. Её успех объясняется созданием национального лидерского слоя «органических интеллектуалов» посредством особого внимания к политическому образованию профсоюзных руководителей и тесной интеграции национальных, провинциальных и местных структур организации.
Хотя входящие в них профсоюзы в основном организовывали чернокожих рабочих, их руководство, как и руководство федерации, было смешанным и включало белых активистов на некоторые видные должности. Когда в 1979 году правительство Южной Африки легализовало многорасовые союзы, членские организации федерации решили зарегистрироваться. Однако, несмотря на заявку на получение многорасового статуса, правительство выдало шести профсоюзам сертификаты, которые разрешали организацию только чернокожих рабочих.

### Слияния
Федерация выступала за преобразование организаций-членов в промышленные союзы, чтобы в каждой отрасли был только один представитель рабочих. Это привело к ряду слияний, наиболее значительное из которых произошло в 1980 году, когда несколько профсоюзов сформировали новый Национальный профсоюз работников автомобильной промышленности и смежных отраслей. К 1983 году федерация представляла рабочих на 489 заводах и имела в общей сложности 285 соглашений с работодателями.

### Промышленные советы
Первоначально федерация выступала против промышленных советов (англ. Industrial Councils), утверждая, что они часто вынуждали профсоюзы отказываться от права на забастовку. С 1982 года федерация разрешила организациям-членам вступать в промышленные советы, хотя иногда они сталкивались с сильным противодействием со стороны конкурирующих профсоюзов. Право на забастовку имело важное значение, и, например, в 1983 году ее филиалы приняли участие в 124 остановках работы, что составляет более трети от общего числа забастовок по стране. Федерация также организовала потребительские бойкоты (англ. consumer boycotts) там, где крупный работодатель не вел переговоров, как, например, в Colgate-Palmolive в 1981 году.

### Реорганизация
1 декабря 1985 года, после четырех лет переговоров о единстве между конкурирующими федерациями профсоюзов, федерация растворилась в созданном Конгрессе южноафриканских профсоюзов (COSATU).

## Члены
| Союз                                                                                     | Основан  | Покинул  | Причина ухода        | Членство (1980) | Членство (1983) |
| ---------------------------------------------------------------------------------------- | -------- | -------- | -------------------- | --------------- | --------------- |
| Промышленный союз химиков (CWIU)                                                         | 1974 год | 1985 г.  | Переведен в COSATU   | 3000            | 6,260           |
| Профсоюз работников сладкой, пищевой и смежных отраслей Восточной провинции              | 1977 год | 1982 год | Слияние с SFAWU      | 200             | Н/Д             |
| Профсоюз инженеров и смежников                                                           | 1963 год | 1982 год | исключен             | 3000            | Н/Д             |
| Профсоюз рабочих стекольной промышленности и смежных отраслей                            | 1973 год | 1983 год | Влился в CWIU        | 1300            | Н/Д             |
| Союз ювелиров и ювелиров                                                                 | 1939 год | 1985 г.  | Стал независимым     | 460             | 476             |
| Профсоюз работников металлургии и смежных отраслей                                       | 1973 год | 1985 г.  | Переведен в COSATU   | 8400            | 20 050          |
| Профсоюз работников сахарной промышленности Натала                                       | 1937 год | 1984 г.  | исключен             | Н/Д             | 1000            |
| Национальный профсоюз работников автомобильной промышленности и смежных отраслей (NAAWU) | 1980 год | 1985 г.  | Переведен в COSATU   | Н/Д             | 18 390          |
| Национальный союз рабочих по сборке автомобилей и резины Южной Африки                    | 1967 год | 1980 год | Вошел в состав NAAWU | 4500            | Н/Д             |
| Национальный союз текстильщиков                                                          | 1973 год | 1985 г.  | Переведен в COSATU   | 8300            | 13 150          |
| Профсоюз работников бумажной, деревообрабатывающей и смежных отраслей                    | 1974 год | 1985 г.  | Переведен в COSATU   | 3000            | 5030            |
| Профсоюз кондитеров, продуктов питания и смежных отраслей (SFAWU)                        | 1974 год | 1985 г.  | Переведен в COSATU   | 2000            | 10 150          |
| Союз транспортных и разнорабочих                                                         | 1973 год | 1985 г.  | Переведен в COSATU   | 4500            | 6,335           |
| Объединенный союз работников автомобильной, резиновой и смежных отраслей Южной Африки    | 1973 год | 1980 год | Вошел в состав NAAWU | 4000            | Н/Д             |
| Профсоюз моторосборщиков Западной провинции                                              | 1963 год | 1980 год | Вошел в состав NAAWU | 1250            | Н/Д             |

## Руководство

### Генеральные секретари
1979: Алек Эрвин
1983: Джо Фостер

### Президенты
1979: Джон Мке
1982: Крис Дламини